# ألكسندر كامبريدج

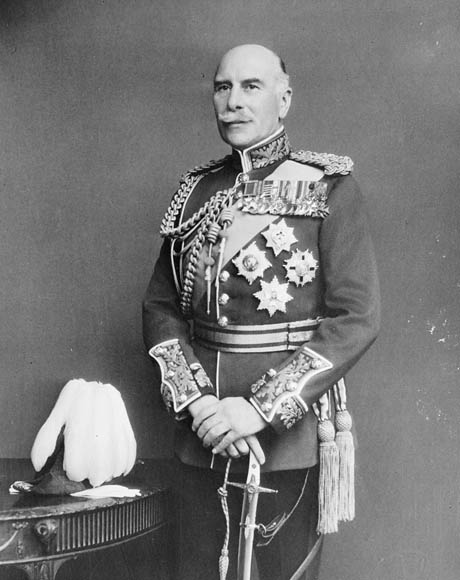
الكسندر كامبريدج.

الكسندر كامبريدج (بالإنجليزية: Alexander Cambridge, 1. Earl of Athlone)‏ (14 أبريل 1874 - 16 يناير 1957) كان الحاكم العام لكندا من 21 يونيو 1940 إلى 12 أبريل 1946.